# Pian Camuno
Pian Camuno est une commune de la province de Brescia, dans la région Lombardie, en Italie.

## Administration
| Période                                  | Période  | Identité         | Étiquette    | Qualité |
| ---------------------------------------- | -------- | ---------------- | ------------ | ------- |
| 30 mai 2006                              | En cours | Renato Pietro Pe | Lista Civica |         |
| Les données manquantes sont à compléter. |          |                  |              |         |

### Hameaux
Beata, Cogno, Solato, Vissone.

### Communes limitrophes
Artogne, Costa Volpino, Pisogne, Rogno.

### Évolution démographique
Habitants recensés